# Звёздные врата: SG-1 (сезон 1)
Список и описание эпизодов первого сезона американского научно-фантастического телевизионного сериала «Звёздные врата: SG-1», стартовавшего 27 июля 1997 года.

## В главных ролях
- Ричард Дин Андерсон — полковник Джек О'Нилл
- Майкл Шенкс — доктор Дэниэл Джексон
- Аманда Таппинг — капитан Саманта Картер
- Кристофер Джадж — джаффа Тил'к
- Дон С. Дэвис — руководитель проекта генерал-майор Джордж Хаммонд

## Эпизоды
| № общий | № в сезоне | Название                                              | Дата премьеры    |
| --- | ---------- | ----------------------------------------------------- | ---------------- |
| 1 | 1          | «Дети Богов. Часть 1» «Children of the Gods (Part 1)» | 27 июля 1997     |
| Год назад полковник Джек О'Нилл и его команда на планете Абидос сражались c воинами Ра и смертоносными планерами, вооружёнными плазменными пушками. Нападение на базу существа с горящими глазами показалось Джеку подозрительно знакомым, и он решил, что на Землю с местью вернулся давний враг. |            |                                                       |                  |
| 2 | 2          | «Дети Богов. Часть 2» «Children of the Gods (Part 2)» | 27 июля 1997     |
| Преследуя на планете Чулак противника, похитившего близких им людей, Джек и его команда попали в плен к гоа'улду Апофису. Теперь у них только один шанс на спасение — джаффа Тил'к. |            |                                                       |                  |
| 3 | 3          | «Внутренний враг» «The Enemy Within»                  | 1 августа 1997   |
| После возвращения с Чулака майор Кавальский начал жаловаться на постоянные головные боли. Медицинский осмотр выявил личинку гоа’улда, спасшуюся из тела убитого на Чулаке джаффа и прикрепившуюся к шейному отделу позвоночника майора. С помощью бывшего джаффа Тил'ка врачи смогли подобрать оптимальную анестезию, но единственный выход — это хирургическая операция, которая из-за своей сложности почти нереальна.                                          |            |                                                       |                  |
| 4 | 4          | «Эмансипация» «Emancipation»                          | 8 августа 1997   |
| Попав на планету, капитан Картер оказалась в весьма сложном положении. Законы этого мира, где жили люди, похожие на древних монголов, запрещали женщинам всякое самовыражение. Сын вождя Абу похитил Саманту, чтобы обменять златовласую иностранку на свою любовь. |            |                                                       |                  |
| 5 | 5          | «Раздел по Броку» «The Broca Divide»                  | 15 августа 1997  |
| Команда SG-1 попадает на планету, чья звезда разделяет планету на две части — вечной ночи и вечного дня. На светлой стороне живут люди, чья цивилизация весьма схожа с минойской цивилизацией уровня бронзового века, а на тёмной стороне живут первобытные существа. После возвращения на Землю оказывается, что причиной отсталости последних является инфекция, заразившая и команду SG-1, а позже и остальной персонал «Звёздных врат».                       |            |                                                       |                  |
| 6 | 6          | «Первая заповедь» «The First Commandment»             | 22 августа 1997  |
| Команда SG-9 открыла Врата на Землю, однако назад через них никто не прошёл. Команда SG-1 послана для выяснения причин. Прибыв на планету, они обнаруживают, что командир SG-9 капитан Хансон провозгласил себя богом. Он заставляет жителей планеты строить себе дворец, а всех ропщущих выставляет на открытое солнце, лучи которого убивают за семь дней. |            |                                                       |                  |
| 7 | 7          | «Воскресший Лазарь» «Cold Lazarus»                    | 29 августа 1997  |
| На одной из планет команда SG-1 обнаруживает массу разбитых кристаллов. Полковник О’Нилл, найдя один целый и дотронувшись до него, был отброшен непонятной силой и потерял сознание. Возникший из кристалла его абсолютный двойник возвращается на Землю в составе ничего не подозревающей команды. |            |                                                       |                  |
| 8 | 8          | «Нокс» «The Nox»                                      | 9 сентября 1997  |
| Для поиска новых военных технологий Тил'к предлагает отправиться на планету, где обитают существа по имени Фенри, обладающие способностью становиться невидимыми. Прибыв на планету, команда SG-1 встречает своего заклятого врага Апофиса, который тоже охотится на Фенри. |            |                                                       |                  |
| 9 | 9          | «Свеча на ветру» «Brief Candle»                       | 19 сентября 1997 |
| Команда SG-1 попадает на планету Аргос, смоделированную по образу классической Греции. Живущие на ней люди всегда счастливы и веселы. Однако выясняется, что срок их жизни чрезвычайно короток — лишь сто дней. О’Нилл заражается нанитами и начинает очень быстро стареть. По оценкам врачей, ему осталось жить не более двух недель. |            |                                                       |                  |
| 10 | 10         | «Молот Тора» «Thor's Hammer»                          | 26 сентября 1997 |
| В попытке найти новых союзников для борьбы с гоа’улдами Дэниел предлагает найти мир, где якобы правил скандинавский бог войны Тор, который защищал людей от «ётунов» — злобных дьяволов. Оказалось, что этот мир под названием Киммерия давно известен Тил'ку и что он считается запрещенным для гоа’улдов и джаффа. Команда SG-1 отправляется туда, чтобы войти в контакт с расой Тора.                                                                          |            |                                                       |                  |
| 11 | 11         | «Танталовы муки» «The Torment Of Tantalus»            | 3 октября 1997   |
| Пентагон рассекретил плёнки, связанные с экспериментами над Вратами полувековой давности. Просматривая видеозаписи экспериментов, Дэниэл Джексон обнаружил, что они увенчались успехом и Врата были открыты, после чего через них был послан доброволец — доктор Эрнест Литлфилд. За разъяснениями Дэниел обращается к бывшей руководительнице проекта «Звёздных врат» Катрине Ленфорд, чей отец когда-то обнаружил Врата и занимался дальнейшими исследованиями. |            |                                                       |                  |
| 12 | 12         | «Зов крови» «Bloodlines»                              | 10 октября 1997  |
| Тил'к рассказывает О’Ниллу о том, что у него на Чулаке есть сын. Мальчик достиг возраста, когда ему должны имплантировать гоа’улда и сделать его джаффой. Тил'к должен помешать этой церемонии для того, чтобы спасти Раека от рабства, на которое обрекает его служение го’аулдам. SG-1 отправляется на Чулак. |            |                                                       |                  |
| 13 | 13         | «Огонь и вода» «Fire And Water»                       | 17 октября 1997  |
| Команда SG-1 возвращается в сильном шоке с очередного задания через четыре часа после его начала. Они рассказали генералу Хаммонду о том, что гейзеры, находящиеся на планете, начали спонтанно выбрасывать пламя. Дэниел находился в этот момент слишком близко возле опасного источника и тут же сгорел. Но команда SG-1 не может избавиться от чувства, что Дэниел жив и ещё раз отправляется на планету.                                                      |            |                                                       |                  |
| 14 | 14         | «Хатор» «Hathor»                                      | 24 октября 1997  |
| При исследовании пирамид в Мексике археологи обнаружили саркофаг с египетскими иероглифами. Открыв его, они выпустили на свободу сильного гоа’улда — Хатор, которая находилась в анабиозе десять тысяч лет. Хатор направляется к базе с Вратами, чтобы, пользуясь своей властью над мужчинами, создать собственную армию. |            |                                                       |                  |
| 15 | 15         | «Необычное явление» «Singularity»                     | 31 октября 1997  |
| Команда SG-1 отправилась на планету P8X-987, чтобы во время солнечного затмения наблюдать чёрные дыры, однако, прибыв туда, они обнаруживают, что все её обитатели и команда SG-9 погибли от непонятной болезни. И только десятилетняя девочка чудом осталась в живых. |            |                                                       |                  |
| 16 | 16         | «Кор-ай» «Cor-ai»                                     | 23 января 1998   |
| На очередном задании SG-1 попадает на планету, на которой раньше был Тил'к. Это — место, облюбованное гоа’улдами как место сбора будущих носителей гоа’улдов. Бирса, местные жители, привыкли спасаться бегством, но на этот раз они решили осудить Тил'ка за его преступления на службе у Апофиса. Тил'к должен ответить на суде Кор-ай перед юношей, чьего отца он убил. Наказание за это преступление — смерть.                                                |            |                                                       |                  |
| 17 | 17         | «Загадка» «Enigma»                                    | 30 января 1998   |
| На планете Толлан команда полковника О’Нилла попадает в самое сердце катастрофы — извергающийся вулкан выбрасывает огненные потоки лавы и удушающие газы. Около Врат под слоем пепла лежат тела тех, кто не успел выбраться из этого ада. SG-1 спасает всех оставшихся в живых толланцев. Однако те не спешат благодарить землян за спасение. |            |                                                       |                  |
| 18 | 18         | «Одиночество» «Solitudes»                             | 6 февраля 1998   |
| Во время очередного задания команда SG-1 подверглась нападению. При переходе сквозь Врата домой вернулись только Дэниэл и Тил'к. Капитан Картер и полковник О’Нилл оказались в ледяной пещере. Дэниел и Тил'к продолжают искать их, не теряя надежды на то, что их друзья всё ещё живы. |            |                                                       |                  |
| 19 | 19         | «Жестяной человек» «Tin Man»                          | 13 февраля 1998  |
| На одной из «ржавых» планет SG-1 попадает под удар электрошока. Придя в себя, они обнаруживают себя в обществе добродушного и весёлого человека по имени Харлом, который утверждает, что ему 11000 лет, а члены команды SG-1 теперь стали «лучше». |            |                                                       |                  |
| 20 | 20         | «Милостью Божьей» «There But For The Grace Of God»    | 20 февраля 1998  |
| На планете P3R-233 команда SG-1 обнаруживает пустующую базу, на которой когда-то была борьба с гоа’улдами и чьи защитники были побеждены. Дэниел находит там странное зеркало. Он дотрагивается до него и, вернувшись на Землю, обнаруживает, что здесь всё совсем по-другому. |            |                                                       |                  |
| 21 | 21         | «Политика» «Politics»                                 | 27 февраля 1998  |
| Сенатор Кинси считает, что проект «Звёздные врата» не оправдывает затраченных средств и намеревается закрыть проект. На слушаниях команда SG-1 пытается его переубедить, но безуспешно, и проект «Звёздные врата» готовят к закрытию. |            |                                                       |                  |
| 22 | 22         | «В объятиях змеи» «Within The Serpent's Grasp»        | 6 марта 1998     |
| После официального свёртывания проекта Врата должны быть демонтированы, однако SG-1, не подчинившись приказу, предпринимает отчаянную попытку использовать добытые Дэниелом координаты и спасти родную планету от массированной атаки гоа’улдов. |            |                                                       |                  |

## Награды
- Эпизод «Дети Богов» (англ. Children of the Gods) номинирован на премию Golden Reel Award[англ.] в категории «Best Sound Editing — Television Movies of the Week».[22]
- Эпизод «Нокс» (англ. The Nox) номинирован на премию Эмми в категории «Outstanding Music Composition for a Series (Dramatic Underscore)».[22]
- Эпизод «В объятиях змеи» (англ. Within The Serpent's Grasp) номинирован на премию Джемини в категории «Best Visual Effects».[22]